# Akon
Aliaune Damala Badara Akon Thiam (ismertebb nevén Akon) (St. Louis, Missouri,  1973. április 16. –) amerikai hiphop és R&B énekes, dalszerző és lemezproducer. Szenegálból származó muszlim szülők gyermekeként született, édesapja Mor Thiam jazzdobos.

## Kezdetek
Akon 7 évesen költözött New Jerseybe. Drogkereskedés vádjával börtönben is volt, ahol érdekelni kezdte az éneklés. Amikor kiengedték, azonnal nekilátott felvenni a zenéjét és kiküldeni a demókat. Elhatározta, hogy meg fog változni (bár tagadta, hogy valamikor használt bármilyen drogot is, némelyik dalszövegben ennek éppen ellentmond).

## Sikerei
Az első kislemeze Locked Up címmel 2004 elején jelent meg. Amerikában nagy sikere volt. A Billboard Hot 100-on a 8. helyig jutott. Akon első stúdióalbuma 2004. június 29-én jelent meg "Trouble" címmel. Több mint 3 millió darabot adtak el belőle. A világsikert Lonely című száma hozta, ami több mint 7 ország slágerlistájának élére került (Nagy-Britannia, Ausztrália, Németország, Hollandia stb.). Ezen az albumon még olyan számok találhatók, mint például Belly Dancer (Bananza), Ghetto, Lonely, amik szintén jelentős sikereket értek el a slágerlistákon.
Akon második nagylemezéről az első kislemeze Smack That címmel 2006 szeptemberében jelent meg. A számot Eminemmel közösen készítették. A szám hatalmas siker lett. Több országban hetekig uralta a slágerlistát, azonban az USA-ban csak a 2. helyig jutott. A Smack That Akon "Konvicted" című albumán található, ami 2006. november 14-én jelent meg. Az albumból több mint 3,5 milliót adtak el. Az albumon található még a I Wanna Love You c. szám amit Snoop Doggal közösen készítettek és a Don't Matter c. szám (mindkét szám az USA-ban a Billboard Hot 100-on az első helyig jutott). A Mama Africat 2007 júliusában adta ki Európában, majd jött a Sorry, Blame It on Me, ami a Hot 100-on a 7.-ig jutott. Az ötödik klipes hajadon a Never Took The Time, ami a 2. helyen debütált a Billboard 200-on.
A Smack Thatet jelölték 2006 decemberében a 49jhgh Annual Grammy Awardsba a Best Rap/Sung Collaboration kategóriába, de veszített Justin Timberlake és T.I. – My Love duettel szemben. 2007-ben Gwen Stefani The Sweet Escape című dal klipjében szerepelt. Ez lett az év 4. legjobb dala abban az évben.
Akon december 2-án kibocsátotta új albumát "Freedom" névvel, ami már kiadott két új dalt a piacra: Right Now (Na Na Na), valamint az I'm So Paid (a dalban feltűnik Lil Wayne és Young Jezzy is). 2009 elején kiadta Beautiful számhoz a klipet, miben feltűnik Colby O'Donis, Kardinal Offishall valamint A R Rahman is. Az R&B charton a 3. helyen található. Hamarosan megjelenik a Troublemaker számhoz is egy klip, amit Sweet Rush-sal együtt énekel.
Van két lemezcége is: a Konvict Muzik és a Kon Live Distribution.
A Konvict Muzikot Melvin Brownnal közösen alapította. Ehhez a címkére nem kisebb előadók, mint T-Pain, Kardinal Offishall, Leona Lewis vagy épp Colby O’Donis is csatlakozott. A legtöbb előadónak a számai előtt van egy hang (megcsörren egy börtöncella) aztán lehet hallani Akont, hogy azt mondja: "Konvict".
Akon segítkezett Bone Thugs-n-Harmony, Three 6 Mafia, DJ Khaled, Fabolous, 50 Cent, T.I., Mario, Daddy Yankee,Kat Deluna, New Kids On The Block, Alexandra Burke,Lady Gaga, Flo Rida valamint az E-40 albumának elkészülésében is.
Szerepelt Bone Thugs-n-Harmony I Tired, Three 6 Mafia That's Right, DJ Khaled We Takin' Over, 50 Cent I Still Kill, Colby O' Donis What You Got, Lady Gaga Just Dance, T-Pain Bartender, Kardinal Offishal Graveyard Shift és Dangerous klipjeiben. 2009-ben már Tami Chynn Frozen, Sway Silver & Gold, Busta Rhymes Arab money című számának remix változatában, Shontelle Stuck With Each Other, DJ Drama Day Dreaming (feat. Snoop Dogg and T.I.), Fat Joe One, valamint Tay Dizm Dream Girl videóiban is látható.
2008 februárjában Michael Jackson segítségével közösen kiadtak egy közös remixet Wanna Be Startin’ Somethin’ címmel. Ez a szám több országban is bekerült a Top 10-be. Együtt írták a Hold My Hand című dalt is, amely Jackson első posztumusz albuma első kislemezeként jelent meg 2010-ben.
Negyedik nagylemeze 2019. október 9-én jelent meg El Negreeto címmel.

## Divat
2007 februárjában Akon piacra dobta saját, egyedi tervezésű ruhakollekcióját Konvict Clothing (Rab Ruházat) néven. Jellegében ez egy könnyű utcai viselet, amibe beletartozik a farmernadrág, kapucnis felső, póló és sapka. Ennek előkelőbb verziója az Alianue férfiaknak és nőknek egyaránt.

## Albumok
| Albumborító | Album infó |
| ----------- | --- |
|             | Trouble - Megjelent: 2004. június 29. - Ranglistahelyezés: #18 Billboard 200 - Eladások: 3 millió+ - RIAA helyezés: Platinum - Kislemezek: "Locked Up", "Lonely", "Bananza (Belly Dancer)", "Ghetto"               |
|             | Konvicted - Megjelent: 2006. november 14. - Ranglistahelyezés: #2 Billboard 200 - Eladások: 3,5 millió+ - RIAA helyezés: 2x Platinum - Kislemezek: "Smack That", "I Wanna Love You", "Don't Matter"                |
|             | Freedom - Megjelent: 2008. december 2. - Ranglistahelyezés: #7 Billboard 200 - Eladások: 3,5 millió+ - RIAA helyezés: 2x Platinum - Kislemezek: "Right Now (Na Na Na)", "Beautiful", "Troublemaker", "I'm So Paid" |